# Prianto
Prianto GmbH este un distribuitor cu valoare adăugată (VAD) specializat în software pentru întreprinderi.

## Companie și dezvoltare

### Prianto Germania
Prianto GmbH a fost fondată în 2009 de William Geens și Oliver Roth și are sediul în München. Celelalte două sucursale germane ale lui Prianto sunt situate în Giessen și în Marl . Principala activitate a lui Prianto este vânzarea angro wholesale a programelor informatice pentru întreprinderi enterprise applications. Clienții Prianto sunt de obicei dristribuitori de software, case de sistem (VAR), integratori de sistem și furnizori de servicii gestionate system integrators and managed service providers (MSP); Prianto nu operează o afacere directă cu clientul final.
În iulie 2019, managementul achizițiilor al Prianto GmbH a fost divizat în filiala Prianto Projects and Procurement Management GmbH (Prianto PPM) pentru a putea oferi partenerilor integratori de sistem servicii de gestionare a achizițiilor în afara portofoliului obișnuit de distribuție.
Serviciile legate de analiza cerințelor, planificarea sistemului, instalarea și instruirea au fost oferite clienților Prianto de către Prianto Services GmbH din iulie 2019.

### Grupul Prianto
Din 2011, Prianto este reprezentată și în Marea Britanie, Austria și Elveția, urmate de țările Benelux în 2012, Polonia în 2014 și Franța în 2016. În 2017, au fost deschise filiale în Cehia, Ungaria și Marea Adriatică. Prianto este disponibil și în Canada din 2019. Au urmat SUA și Turcia în 2021, precum și România și Slovacia în 2022. În 2023, Prianto s-a mutat în țările nordice și a deschis o locație în Suedia, care deservește și piețele din Danemarca, Finlanda și Norvegia. După nord, a urmat sudul în 2024 și odată cu el un nou continent: Africa cu o ramură în Africa de Sud.

### Prianto PPM
Din iulie 2019, Prianto PPM GmbH furnizează caselor de sistem software non-focal care nu este disponibil în portofoliul de distribuție. Oferta de servicii Prianto PPM este operată central pentru Europa din Germania.

### Prianto Services GmbH
Prianto Services GmbH a fost fondată ca o subsidiară suplimentară pentru diverse servicii de asistență pentru distribuitori în legătură cu produse software complexe. Oferă servicii legate de analiza cerințelor, planificarea sistemului, instalare și instruire. În acest scop, Prianto Services GmbH se bazează pe o echipă de specialiști pentru a sprijini clienții săi în proiectarea infrastructurilor și în selectarea, instalarea și operarea produselor software.

### Achiziția altor distribuitori
La 1 aprilie 2012, Prianto GmbH a preluat Sinn GmbH, un distribuitor de software german înființat în 1996, extinzându-și astfel portofoliul, în special în domeniul calculelor bazate pe server. server-based computing.
În 2020, Prianto a achiziționat 51% din acțiunile VEMI, un distribuitor polonez cu valoare adăugată de soluții de securitate IT, pentru a-și consolida poziția pe piața poloneză.
La 1 ianuarie 2022, Grupul Prianto a preluat și ISPD, care avea sediul anterior în Poing Poing.